# 水下きよし
水下 きよし（みずした きよし、1959年12月11日 - 2014年1月24日）は、日本の舞台俳優、演出家。

## 経歴
東京都出身。花組芝居に所属していた。
2014年1月24日午前11時59分、胃癌のため東京都渋谷区の病院で死去。54歳没。

## 出演作品

### 舞台
- 花たち女たち
- 泉鏡花の夜叉ヶ池
- 怪談牡丹燈籠
- 夏ノ夜ノ夢
- ドアをあけると…
- 百鬼夜行抄2
- ゴクネコ
- ハイ・ライフ
- いろは四谷怪談
- 和宮様御留

### テレビCM
- INAX
- JT「セブンスター・カスタムライト」
- コロナ
- JDL
- セコム
- 村さ来
- ニッセキハウス
- imidas
- サッポロビール
- マクドナルド
- リビングセンター「オゾン」
- JA全農
- 講談社「週間地球旅行」
- 東京ガス
- AXA
- 三井住友銀行
- NTT西日本 光ベース
- JR東日本 JALカードSuica ※声の出演
- ディノス 「大人の隠れ家」
- 三菱電機・冷蔵庫
- BML
- セキスイハイム
- モスバーガー